# Resolutie 318 Veiligheidsraad Verenigde Naties
Resolutie 318 van de Veiligheidsraad van de Verenigde Naties werd aangenomen op 28 juli 1972. Op de onthouding van de Verenigde Staten na stemden alle leden voor de resolutie.

## Achtergrond
In 1965 riep een blanke minderheidsregering de onafhankelijkheid van Zuid-Rhodesië uit. De VN veroordeelde dit en stelde middels VN-Veiligheidsraadsresolutie 253 sancties in tegen het land waarvan de regering illegaal werd verklaard.

## Inhoud
De Veiligheidsraad:
- Herinnert aan resolutie 314 waarin het in resolutie 253 opgerichte comité gevraagd werd manieren te zoeken om de sancties ten uitvoer te brengen.
- Heeft het speciale rapport van het comité overwogen.
- Denkt aan de noodzaak om de in gang gezette machine om de uitvoering van de resoluties te verzekeren te versterken.
- Herinnert verder dat de huidige sancties tegen Zuid-Rhodesië van kracht blijven tot de doelstellingen in resolutie 253 bereikt zijn.
- Is erg bezorgd omdat sommige landen zich niet aan resolutie 253 houden.

1. Herbevestigt het recht van het Zuid-Rhodesische volk op zelfbeschikking en onafhankelijkheid.
2. Erkent de legitimiteit van de strijd van het volk om deze rechten te verzekeren.
3. Waardeert het speciaal rapport van het comité.
4. Keurt de aanbevelingen en suggesties in sectie III goed.
5. Roept alle landen die economische en andere relaties met Zuid-Rhodesië blijven onderhouden op om deze onmiddellijk te beëindigen.
6. Eist dat alle lidstaten hun verplichtingen naleven en de resoluties 253, 277 en 314 uitvoeren.
7. Veroordeelt alle daden die de resoluties 253, 277 en 314 schenden.
8. Roept alle landen op mee te werken aan de instelling van de sancties.
9. Wijst alle landen nogmaals op de nood om meer te doen om de resoluties 253, 277 en 314 uit te voeren.
10. Vraagt de secretaris-generaal om het comité van al het nodige te voorzien.

## Verwante resoluties
- Resolutie 288 Veiligheidsraad Verenigde Naties
- Resolutie 314 Veiligheidsraad Verenigde Naties
- Resolutie 320 Veiligheidsraad Verenigde Naties
- Resolutie 326 Veiligheidsraad Verenigde Naties

Lijst ·  308 ·  309 ·  310 ·  311 ·  312 ·  313 ·  314 ·  315 ·  316 ·  317 ·  318 ·  319 ·  320 ·  321 ·  322 ·  323 ·  324